# Анжелика (серия книг)
«Анжели́ка» (фр. Angélique) — серия художественных литературных произведений, рассказывающих об Анжелике, вымышленной красавице-авантюристке XVII века. Романы были написаны Анн Голон под псевдонимом Анн и Серж Голон.

## Список книг
Серия состоит из 13 книг:
- Анжелика / Маркиза ангелов (фр. Angélique/Marquise des Anges) — 1956
- Путь в Версаль / Анжелика и Версаль (фр. Angélique, le Chemin de Versailles) — 1958
- Анжелика и король (фр. Angélique et le Roy) — 1959
- Неукротимая Анжелика / Анжелика в Берберии / Анжелика и Султан (фр. Indomptable Angélique) — 1960
- Бунтующая Анжелика / Бунт Анжелики/Мятежница Пуату / Анжелика в мятеже (фр. Angélique se révolte) — 1961
- Анжелика и её любовь / Любовь Анжелики / Анжелика в любви / Анжелика и Рескатор (фр. Angélique et son Amour) — 1961
- Анжелика в Новом свете (фр. Angélique et le Nouveau Monde) — 1964
- Искушение Анжелики / Анжелика в Голдсборо (фр. La Tentation d’Angelique) — 1966
- Анжелика и Демон/Дьяволица (фр. Angelique et la Demone) — 1972
- Анжелика и заговор теней (фр. Angélique et le Complot des Ombres) — 1976
- Анжелика в Квебеке (фр. Angélique à Québec) — 1980
- Дорога надежды (фр. Angélique, la Route de l’Espoir) — 1984
- Триумф / Победа Анжелики (фр. La Victoire d’Angélique) — 1985

В 2012 году ожидался выход заключительной части «Анжелика и королевство Франция». Впоследствии, Анн Голон публикует расширенную и переработанную авторскую редакцию серии.

## 1. Анжелика
- Название на французском: Angélique — Marquise des Anges
- Дата первой публикации: 1957
- Временной период событий: 1645—1661 гг.

Анжелика — дочь обедневшего дворянина из французской провинции Пуату. Она родилась в начале 1637 года, в многодетной семье барона Армана де Сансе де Монтелу. Она растёт в старом замке Монтелу (построенном ещё в XIV веке) вместе с тремя братьями и двумя сёстрами, а позднее воспитывается в одном из монастырей Пуатье. В 1656 году 19-летняя девушка узнает, что богатый граф Жоффрей де Пейрак из Тулузы сделал ей предложение, и вынуждена согласиться, чтобы избавить от бедности свою семью.
Она испытывала сначала только страх, но вскоре этот страх сменился такой сильной взаимной любовью. Однако счастье молодых супругов было недолгим — независимый и резкий характер, богатство и растущее влияние Жоффрея повлекли за собой его арест, потому что молодой король Людовик XIV стремился уничтожить тех, кто, по его мнению, мог оказаться опасным для королевской власти.
Дело осложнилось тем, что Анжелика оказалась ещё в детстве посвященной в некую политическую тайну, из-за которой враги появились и у неё. Рискуя жизнью, Анжелика пытается спасти мужа, и добивается открытого судебного процесса. В публике он вызывает сочувствие, но судьи вынуждены вынести ему смертный приговор, несмотря на старания молодого талантливого адвоката Франсуа Дегре. После казни Анжелика остается одна без средств к существованию с двумя маленькими сыновьями на руках. Родная сестра не пускает её к себе в дом, опасаясь последствий для своей семьи. Оставив у неё детей, Анжелика оказывается на улице.

## 2. Путь в Версаль
- Название на французском: Angélique, le Chemin de Versailles
- Дата первой публикации: 1958
- Временной период событий: 1661—1666 гг.

Анжелика попадает в одну из парижских банд. Верховодит бандитами Николя, бывший пастушок из деревни её отца. Анжелика вынуждена стать его любовницей — «маркизой». Однажды ночью она сталкивается с бывшим адвокатом Дегре, теперь полицейским. В дальнейшем она ещё не раз встретит этого человека. Несколько придя в себя после шока, вызванного гибелью мужа, она забирает своих детей от кормилицы, к которой их отправила её сестра. Дети на грани голодной смерти, потому что сестра прекратила платить за них. Анжелика вместе с ныне окружающими её ворами и нищими возвращает детей к жизни.
Вырвавшись из банды, она поступает служанкой в таверну. Вскоре благодаря её предприимчивости находившаяся в упадке таверна начинает процветать, а Анжелика становится её совладелицей. Сумев пустить в продажу новинку — шоколад, Анжелика обретает богатство. Однако её цель — вернуться в дворянское общество, из которого она была изгнана. Она встречает маркиза Филиппа дю Плесси-Бельера, маршала Франции. Анжелика влюбляется в него, и намеревается выйти за него замуж, чтобы вернуть себе и своим детям прежний статус.
Но Филипп не обращает на неё внимания, и тогда Анжелика, придя в отчаяние, прибегает к шантажу, угрожая выдать старую тайну, которая может испортить ему жизнь. Филипп соглашается, они заключают брачный контракт и венчаются, но маршал ожесточается к молодой жене. Тем не менее Анжелика прибывает в Версаль и представляется королю. Людовик узнает её, но спокойно приветствует новую маркизу у себя при дворе.

## 3. Анжелика и король
- Название на французском: Angélique et le Roy
- Дата первой публикации: 1959
- Временной период событий: 1666—1670 гг.

Выйдя замуж за маркиза Филиппа дю Плесси-Бельера, Анжелика стремится занять достойное ее положение в высшем свете. Но Филипп полагает, что ей не место при дворе. Злой на жену из-за шантажа, он пытается удалить ее от двора, скомпрометировав в глазах короля. Однако Анжелика, действуя женским очарованием, находчивостью и опытом своих прежних коммерческих успехов, заручается поддержкой Людовика XIV в противостоянии с мужем. Отношения, начавшиеся как будоражащая кровь героев супружеская дуэль, приводят к возникновению любовного треугольника между Анжеликой, Филиппом и королем. Знаки внимания со стороны Его Величества, его харизма не могут оставить героиню равнодушной, несмотря на ее любовь к мужу. И во время войны происходит трагедия — гибель маршала дю Плесси на войне.
Через некоторое время молодая вдова вновь возвращается в Версаль, чтобы остаться один на один с повелителем Франции. Их сложные отношения приводят к неожиданному результату — в момент высшей откровенности между Анжеликой и королем дает о себе знать прошлое героини. Выясняется, что граф де Пейрак не был сожжен на Гревской площади…

## 4. Неукротимая Анжелика
- Название на французском: Indomptable Angélique
- Дата первой публикации: 1960
- Временной период событий: 1670—1671 гг.

В поисках мужа Анжелика отправляется на Средиземное море, где затерялись его следы. Она попадает в плен к пиратам, и как рабыня попадает на Крит, откуда собирается бежать вместе с товарищами по несчастью. Её продают на невольничьем рынке, причём покупает её знаменитый Рескатор. Об этом человеке на Средиземноморье рассказывают легенды. Этот человек никогда не снимает маску, голос у него хриплый и низкий, а походка легкая. Он сумел монополизировать торговлю серебром, чем упорядочил цены. Это вызвало преклонение у одних и ненависть у других. Увидев Рескатора, Анжелика испытывает странное чувство (и неудивительно, ведь Рескатор — это и есть граф де Пейрак, но сама Анжелика об этом не знает). Но Анжелика сбегает вместе со своим другом Савари. Попадая на остров Мальта, Анжелика попадает в ловушку к пиратам, которые хотят насолить Рескатору. Пираты везут Анжелику в Алжир и продают управляющему гаремом султана Осману Фераджи.
Он пытается убедить Анжелику в том, что стать женой султана — её судьба. Когда Анжелика оказывается в гареме, перед ней снова встает соблазн поддаться ходу событий, но она снова пытается выбраться на волю. Султану она оказывает сопротивление, за что её подвергают пытке. Осман Ферраджи оставляет ей время на размышление, поместив её в нижний гарем для отверженных жен султана. Однако внезапно он понимает, что Анжелике предназначена совсем другая участь, и пытается изменить сложившиеся обстоятельства.
В этот момент она совершает побег вместе с Коленом Патюрелем и ещё несколькими невольниками. Побег удается, но до Сеуты — испанского владения в Африке, добираются только двое — Анжелика и предводитель рабов Колен Патюрель. Во время одинокого перехода через пустыню и горы Колен признается Анжелике в любви. Анжелика же после моря и пустыни окончательно убеждается, что двор — не для неё, что она должна искать новую, свободную землю. Но её ждет арест по приказу короля.

## 5. Бунтующая Анжелика (Анжелика в мятеже)
- Название на французском: Angélique se révolte
- Дата первой публикации: 1961
- Временной период событий: 1671—1675 гг.

Арестованную Анжелику привозят в замок дю Плесси, где под присмотром слуг живёт её младший сын от Филиппа — Шарль-Анри. Вскоре туда приезжает её старший сын Флоримон, отправленный домой из колледжа иезуитов. Флоримон до боли напоминает Анжелике Жоффрея. Он не только похож на отца внешне, но унаследовал от него интерес к химии и другим наукам. Обстановка в провинции, где рядом живут гугеноты и католики, очень напряжённая. Преследования гугенотов и налоговые тяготы для всех приводят к беспорядкам. Король требует наказать виновных, силой привести гугенотов в католическую веру. От Анжелики же он хочет публичного покаяния в непослушании и нарушении его приказа, ведь она покинула страну без разрешения монарха. Он угрожает лишить её и Флоримона всех прав. Анжелика понимает, что за этим последует другое требование — стать любовницей короля.
Анжелика готова согласиться на его условия, чтобы не пострадали её дети и её земляки. Но на этот раз судьба делает выбор за неё. Королевские войска громят соседний замок, принадлежащий барону-гугеноту. Анжелика укрывает у себя семью барона, и тогда нападению подвергается замок самой Анжелики. Флоримон бежит из дома незадолго до этих событий. Он надеется найти отца. Анжелика со слугами отчаянно сопротивляется, но солдаты врываются в дом, убивают гугенотов, некоторых слуг, насилуют Анжелику и других женщин. После этой катастрофы Анжелика находит пятилетнего Шарля-Анри мертвым. Охваченная гневом и горем, она становится одним из вождей восстания, охватившего весь край.
Но Анжелику ожидает ещё один удар — она обнаруживает, что беременна от насильника. В ужасе она дважды пытается избавиться от ребёнка — ещё до его рождения, и сразу после, подбросив новорожденную девочку к дверям приюта. Но случай возвращает её Анжелике, и малышка обретает материнскую любовь, а сама Анжелика — новый смысл в жизни. Восстание продолжается 3 года, и после его разгрома Анжелика с маленькой Онориной на руках находит спасение в стенах монастыря, причём спасение не только физическое, но и духовное — она избавляется от ожесточенности и обретает новую надежду — надежду на то, что время умирать прошло, и должно прийти время любить.
Она уходит из монастыря и пытается добраться до моря, но её снова арестовывают. Из-под ареста её спасает купец из Ла-Рошели Габриэль Берн. Она становится служанкой в его доме. Преследования и постоянное давление приводят гугенотов к решению бежать из страны. Побег чуть не срывается, но Анжелика обнаруживает недалеко от Ла-Рошели пиратский корабль, и узнает его капитана — Рескатора. Она просит его спасти беглецов — 50 человек с детьми. Он соглашается, и Анжелика за одну ночь организовывает эвакуацию. Гугенотов преследуют солдаты, но люди Рескатора прикрывают их. Им удается сесть на корабль. Они уходят в океан, и Анжелика чувствует себя обновленной и счастливой.

## 6. Анжелика и её любовь
- Название на французском: Angélique et son Amour
- Дата первой публикации: 1961
- Временной период событий: лето—осень 1675 г.

На борту корабля Анжелику не оставляют мысли о Рескаторе. Ей кажется, что он напоминает её первого мужа, но Анжелика отказывается от этой мысли. Однако неделю спустя Рескатор открывается ей — он и есть Жоффрей де Пейрак. Когда его везли в тюрьму, он бежал и добрался до Парижа. Там, искалеченный пытками и на грани истощения после изнурительного путешествия, он сумел забрать из своего парижского дома золото и укрыться в монастыре лазаристов. Они спасли ему жизнь. Бежав с помощью монаха отца Антуана в Марсель, он сумел связаться со старым другом — марокканским учёным врачом.
Жоффреем, как учёным, заинтересовался правитель Марокко, и ему помогли туда перебраться. Врач вылечил его и даже избавил от хромоты. Но певческий голос Жоффрей потерял. Он стал работать для правителя Марокко, и несколько лет провел в Африке в поисках золота, налаживая отношения с местными племенами. Вернувшись на Средиземное море, Жоффрей начал торговать серебром и вновь разбогател. Все эти годы он тосковал по Анжелике, но не подозревал, через что ей пришлось пройти. Он разыскивал её и выяснил, что она стала женой маршала Франции. Тогда он решил, что потерял её навсегда, что она превратилась в обычную придворную даму, утратив внутреннюю красоту и очарование, которые и привлекали его больше всего.
Все это заставило его страдать, и, когда он узнав, что его младший сын Кантор находится на одной из галер адмирала де Вивонна, то попытался выкупить мальчика, но подвергся нападению и, защищаясь, потопил галеру. Кантора он спас, но его рассказы о матери только добавили горечи. И, когда Жоффрей обнаружил, что Анжелика на Средиземном море и захвачена в рабство, то был глубоко потрясен. Он выкупил её, но потерял в тот же день. Меццо-Морте потребовал от него обещания уйти из Средиземного моря в обмен на сведения об Анжелике.
Жоффрей дал это слово, и сдержал его, несмотря на то, что в Марокко получил вести о её гибели в пустыне во время побега. Он начал новую жизнь в Америке, но забыть свою возлюбленную не мог. Однако отца разыскал старший сын Флоримон. Так Жоффрей узнал, что Анжелика жива, и снова пустился на её поиски. Но когда они встречаются после пятнадцатилетней разлуки, то сначала не могут понять друг друга, каждый считает, что любовь другого исчезла. Однако эти люди настолько сильны, а чувства их настолько глубоки, что любовь их возрождается с новой силой.
На корабле происходит бунт, но Жоффрей де Пейрак не наказывает зачинщиков, потому что желает заселить побережье Мэна, (неподалёку от современной американо-канадской границы), где основал независимое поселение Голдсборо, но ещё и потому, что его просит Анжелика. Сам он человек здравомыслящий, и теперь стал более осторожен. Все пережитые им страдания, казалось бы, должны были вызвать у него разочарование в жизни и ожесточение. Но он тем не менее остается по-прежнему с открытой миру душой, с некоторой склонностью к театральным эффектам, и продолжает любить жизнь во всех её проявлениях. И в этом помогает ему вновь обретенная любовь к Анжелике. Он называет маленькую Онорину своей дочерью, а встреча Анжелики с сыновьями, одного из которых она считала погибшим, наконец соединяет всю семью. Теперь они вместе с группой поселенцев отправляются в глубь континента, где у Жоффрея есть рудники. Вновь обретшие друг друга муж и жена счастливы.

## 7. Анжелика в Новом Свете
- Название на французском: Angélique et le Nouveau Monde
- Дата первой публикации: 1964
- Временной период событий: осень 1675 — лето 1676 г.

Анжелика и Жоффрей преодолевают конфликт с представителями колониальных властей из Квебека и племенами ирокезов, но не все идет по плану. Им приходится провести суровую зиму на небольшом руднике, в конце зимы они страдают от голода, но получают помощь от дружественных индейцев. Они узнают, что в Канаде у них появился враг — иезуит Себастьян д’Оржеваль, утверждающий, что слух о появлении некоего демона Акадии в женском обличии имеет прямое отношение к Анжелике. Он обвиняет Анжелику в колдовстве, а Жоффрея — в недостаточной вере. А Жоффрей не обращает внимания на то, как молятся Богу его люди. В Вапассу вместе живут и работают испанцы, англичанин, французы-гугеноты и французы-католики. Все вместе они преодолевают холод, голод и болезни. Анжелика прекрасно ладит с ними, лечит их, помогает им. Необычайная впечатлительность и чуткость к окружающему помогают ей обрести своеобразный дар предвидения.
Она начинает изучать английский язык, а также языки индейцев. В этом ей помогают муж и сыновья. В отношениях с семнадцатилетним Флоримоном у неё почти никогда не было сложностей, но пятнадцатилетний Кантор, более замкнутый, долго не мог привыкнуть к матери, с которой расстался очень рано. Но Анжелике удается добиться того, что сын начинает понимать её и становится к ней ближе. Наступает весна. Флоримон ещё зимой отправляется в далекую экспедицию, а Жоффрей и Анжелика собираются вернуться на побережье. Долгая зима, совместно пережитые трудности только укрепили их чувства.

## 8. Искушение Анжелики
- Название на французском: La Tentation d’Angelique
- Дата первой публикации: 1966
- Временной период событий: лето 1677 г.

Анжелика и Жоффрей направляются по реке Кеннебек в Голдсборо. Жоффрею приходится отстаивать свою позицию перед иезуитом ле Герандом, высокообразованным и сложным человеком. Всплывает сравнение с Люцифером, упреки в непокорности. Жоффрей видит, что к нему присматриваются и что в этом таится угроза. Его авантюризм, постоянная активность и внутренняя свобода, те же качества, что у Анжелики, делают их вдвоем необычайно сильными и в то же время уязвимыми. А если вспомнить о том, что Анжелику многие считают Демоном Акадии, опасность становится явной. Вскоре угроза осуществляется. По дороге они разлучаются из-за ложных известий.
В Мэне начинаются боевые действия, индейцы нападают на посёлки колонистов. Анжелика оказывается в английской деревне как раз в тот момент, когда её захватывают индейские союзники канадцев. Ей удается избежать плена и с группой английских поселенцев, в сопровождении своего сына, добраться до побережья. Она ранит одного пирата, а затем спасает ему жизнь; вся эта история носит трагикомический оттенок. Но вскоре её берет в заложницы пират Золотая Борода. С изумлением и радостью Анжелика узнает в пирате Колена Патюреля. Оказывается, Колен был послан к берегам Мэна специально, чтобы остановить Рескатора и занять его земли. Колен, не подозревая о том, что Анжелика — жена Рескатора, и думая только о своей любви к ней, пытается возобновить их связь. Анжелика чувствует влечение к Колену, но тем не менее преодолевает искушение и отвергает его. Однако свидетелем сцены между ними становится один из людей Жоффрея, у него создается ложное впечатление о произошедшем.
Вернувшись в Голдсборо, он рассказывает обо всем Жоффрею, не зная, кем была женщина, которую он видел. Тем временем Колен передает Анжелику английскому моряку Джеку Мервину, на чьем корабле находят спасение многие беженцы. Во время поездки Джек Мервин спасает Анжелике жизнь, когда она чуть не утонула. Барк приходит в Пенобскот, где разношерстные пассажиры корабля узнают, что Джек Мервин — иезуит отец де Вернон, ездивший в Новую Англию с разведывательной миссией. Анжелика возвращается в Голдсборо, но Жоффрей, в отчаянии от её мнимой измены, не может сдержать свой гнев. Она же, чувствуя все же определенную вину, не в состоянии сразу объясниться. На другое утро Жоффрей захватывает корабль Золотой Бороды, но сам Колен скрывается. Вскоре Колена, Анжелику и Жоффрея поодиночке заманивают на небольшой островок, чтобы спровоцировать столкновение. Однако они достойно сумели избежать ошибки. Колен схвачен, и все ожидают, что он будет повешен.
Но Жоффрей знает, что ему нужно обеспечить нормальную жизнь в Голдсборо, где бок о бок живут самые разные люди. И, вместо того, чтобы уничтожить Колена, он предлагает ему управлять поселением, потому что ему хорошо известно умение Золотой Бороды ладить с окружающими и его организаторский талант. Колен дает согласие, а Жоффрей, понимая, что у них есть более опасные противники, собирается разыскать их. Тогда же у берега терпит бедствие корабль, на котором находились девушки, отправленные из Франции в жены колонистам. Команда гибнет почти вся, но пассажирки спасены. Как раз в тот момент, когда между Анжеликой и Жоффреем происходит попытка примирения, на берег доставляют покровительницу королевских невест, знатную даму Амбруазину де Модрибур.

## 9. Анжелика и демон
- Название на французском: Angelique et la Demone
- Дата первой публикации: 1972
- Временной период событий: лето—осень 1677 г.

Примирение между супругами было полным, более того, они сумели раскрыть друг другу душу. В Голдсборо прибывает множество разнообразных людей, в том числе губернатор Акадии, иезуит отец де Вернон. В этой пестрой толпе выделяется герцогиня Амбруазина де Модрибур. Жоффрей присматривается к ней с недоверием и подозрением, но Анжелика чувствует тревогу и ревность. Через несколько дней Жоффрей отправляется в поездку, которая должна была занять неделю или две. Анжелика остается в Голдсборо, чтобы помочь своей подруге Абигель Берн, ожидающей ребёнка.
Амбруазина вместе с девушками уезжает, но вскоре после отъезда Жоффрея возвращается. В посёлке начинаются странные события, кто-то опоил индианку — повивальную бабку, потом попытались отравить поправляющуюся после родов Абигель. Анжелика охвачена страхом. Отец де Вернон, которого Себастьян д’Оржеваль настраивает против супругов де Пейрак, желает сам узнать истину. После знакомства с Жоффреем этот широко мыслящий человек не становится его врагом. Он принимает исповедь Анжелики и теперь окончательно переходит на сторону наших героев. Более того, он подозревает, что Демоном Акадии скорее можно назвать герцогиню де Модрибур. Он собирается выступить на стороне супругов де Пейрак в Квебеке, но погибает в спровоцированной драке с протестантским пастором, которого кто-то натравил на иезуита.
Амбруазина уговаривает Анжелику отправиться в Порт-Ройял, где стремится вызвать в ней недоверие к Жоффрею. Анжелика начинает понимать, что именно Амбруазина сеет зло. Она устраивает её отъезд из Порт-Ройяла, но покушения и смерти не прекращаются. Вскоре взрывают корабль, принадлежащий губернатору Акадии, а потом Анжелика узнает, что Амбруазину видели вместе с Жоффреем в прибрежном поселении Тидмагуш. Вместе с губернатором и сыном она приходит в Тидмагуш, но Жоффрея там нет — он отплыл несколько дней назад. Вокруг посёлка бродят бандиты, погибают две женщины из окружения Амбруазины, Амбруазина пытается уверить Анжелику в измене Жоффрея.
Анжелика приходит в отчаяние, но её поддерживают друзья. Кантору удается уплыть из Тидмагуша — он хочет привести на помощь отца. И Жоффрей приходит на помощь буквально в последний момент, когда Анжелике грозит гибель от руки убийц. Он задерживался потому, что преследовал врагов и разыскивал свидетеля, чтобы выяснить истинного виновника всех бед. Амбруазину разоблачают — она была послана в Америку, чтобы уничтожить Жоффрея если не физически, то морально. Это извращенная женщина с необычайно развитым аналитическим умом, абсолютно лишенная всяких моральных принципов. Зависть к Анжелике и Жоффрею, их необычайной любви, их гармоничности и жизнелюбию буквально снедает её. Разоблачение приводит к тому, что сообщников её убивают, а сама Амбруазина, избитая до полусмерти, пытается бежать. Вскоре в лесу находят её тело, истерзанное дикими зверями до неузнаваемости. После всех страшных событий Анжелика и Жоффрей чувствуют ещё большую близость друг к другу.

## 10. Анжелика и заговор теней
- Название на французском: Angélique et le Complot des Ombres
- Дата первой публикации: 1976
- Временной период событий: осень 1677 г.

Корабли Жоффрея де Пейрака движутся к Квебеку. Во время одной из остановок Анжелика, движимая предчувствием, спасает жизнь Жоффрею, на которого покушаются наёмные убийцы. Её охватывает тревога и сомнения, хотя Жоффрей уверяет её, что только в Квебеке они смогут начать свой путь домой и вернуть все утраченное, только в Квебеке они смогут обеспечить безопасность своих поселений в Мэне.
Во время этого путешествия перед Анжеликой снова встает её прошлое, Париж и Ла-Рошель. Она задумывается и о том, каким хочет видеть будущее, и обращается к прошлому, чтобы понять настоящее. Когда флотилия останавливается в небольшом посёлке Тадуссак, Жоффрей задерживает там корабль, идущий из Франции. Пассажиры корабля измучены тяжелым путешествием. Среди них находится мать Маргарита Буржуа, основательница монастыря в Монреале, и человек, который должен проследить за Анжеликой и Жоффреем.
Это — старый знакомый Анжелики по Ла-Рошели Николя де Бардань, и за его назначением стоит полицейский Дегре, на помощь которого надеется Анжелика. Население Тадуссака в основном хорошо относится к Пейраку и его людям, а Маргарита Буржуа становится их сторонницей. Тем временем к родителям присоединяется Флоримон, и вся семья прибывает в Квебек.

## 11. Анжелика в Квебеке
- Название на французском: Angélique à Québec
- Дата первой публикации: 1980
- Временной период событий: зима 1677 — весна 1678 г.

Квебек и другие поселения Новой Франции в постоянной опасности нападений. Перед Анжеликой и Жоффреем стоит нелёгкая задача — перевести на свою сторону общественное мнение. И это им удается. У Жоффрея есть давний сторонник — глава иезуитов отец де Мобеж, который высылает из города Себастьяна д’Оржеваля, врага наших героев. Несколько бравируя своей необычностью, граф де Пейрак находит поддержку со стороны в лице губернатора Канады Фронтенака и многих других жителей города.
Анжелика доказывает иезуитам, что демон Акадии — не она. Живя в городе вместе со всеми детьми — Флоримоном, Кантором и Онориной, супруги вновь испытывают свои чувства — на этот раз городом, обществом. Итак, каждый из них заводит в городе свои знакомства, находит старых и новых друзей. Некоторое отдаление, скорее мнимое, чем истинное, которое почувствовала Анжелика, заставляет её страдать и приводит в смятение, но, тем не менее, доказывает и показывает, как сильна их любовь.
В конце концов Анжелика и Жоффрей ещё раз убеждаются, что полноценно жить и дышать друг без друга не могут. Однако судьба снова ставит их перед выбором. И выбор этот нелегок. Цель, казалось, достигнута — король возвращает им титул и состояние и приглашает вернуться. Но герои понимают, что возвращение таит в себе опасность, и решают, тем не менее, остаться в Америке, хотя и отправляют во Францию своих сыновей. Возвращение откладывается, но не отменяется.

## 12. Дорога надежды
- Название на французском: Angélique, la Route de l’Espoir
- Дата первой публикации: 1984
- Временной период событий: осень 1678 — лето 1679 г.

Анжелика и Жоффрей счастливы и решают строить свою жизнь заново, с самого начала. И этим началом должен стать ребёнок, рождённый в счастливой семье, ребёнок, которого мать и отец будут растить вместе. Их желание сбывается вдвойне — рождаются близнецы. Однако, едва появившись на свет, они оказываются на грани смерти. Анжелике тоже грозит гибель от приступа малярии. Но Жоффрей спасает жизнь жене и детям, вовремя разыскав лекарей.
Эти драматические события происходят в Новой Англии, куда супруги отправились летом. Возвращаясь из Нью-Йорка, они остановились в Салеме, городе, где через несколько лет будет происходить знаменитый и позорный процесс ведьм. Колония, где смешаны суровые конгрегационалисты и бесстрашные авантюристы, а поселения постоянно подвергаются нападениям, этот мир воспринимается Анжеликой, вернувшейся к жизни, во всем своем разнообразии. Спасенная благодаря любви, она ещё раз убеждается — рай — это счастье на Земле.
Её убеждение крепнет и благодаря философской беседе с одним из руководителей колонии Самуэлем Векстером. Векстер, пуританин, человек своего времени, тоже оценивает её самобытный ум. Тем не менее чувство победы оказывается неполным — они узнают о гибели своего врага — отца д’Оржеваля и о том, как он перед смертью проклинал их. Но сейчас Анжелика и Жоффрей хотят быть только счастливыми. Они все ближе узнают друг друга, их понимание увеличивается, зима в Вапассу, куда они вернулись, проходит хорошо, земли Жоффрея процветают, дети растут. Они усыновляют ещё одного ребёнка. Онорина же начинает испытывать страх и хочет ехать учиться в Монреаль.
Родители отвозят её в Канаду, а на обратном пути Анжелика узнает, что их противники во Франции вновь пытаются им навредить, более того, у неё зарождается подозрение, что Амбруазина, которую считали погибшей, жива, а вместо неё похоронили другую женщину. Тем не менее она чувствует, что никакие угрозы не смогут поколебать выстраданное ими счастье.

## 13. Победа Анжелики
- Название на французском: La Victoire d’Angélique
- Дата первой публикации: 1985
- Временной период событий: лето 1679 — весна 1681 г.

Анжелике и Жоффрею суждено пережить ещё одно испытание. Они вынуждены решиться на разлуку, которая приносит обоим сильнейшую боль. Губернатора Фронтенака, который поддерживал Жоффрея, отзывают в Париж. И Жоффрей отправляется с ним во Францию, чтобы справиться с врагами, обеспечить безопасность поселений в Америке и подготовить их с Анжеликой возвращение на родину. Анжелика, оставшись в Америке, узнает о возвращении Амбруазины, которая очень опасна и может угрожать жизни Онорины. Однако Амбруазину останавливает Кантор, узнавший её во Франции. Он настигает её в Монреале и уничтожает.
Кантор собирается разыскать бежавшую Онорину, но его останавливает ранняя и морозная зима. Сестру он разыщет у индейцев только весной. Анжелике же, возвратившейся в Вапассу, удается остановить отряд канадцев, напавших на форт. Метким выстрелом она поражает их командира, который раньше был другом семьи Пейрак, а теперь пытался уговорить Анжелику сдаться. Хотя все жители, кроме Анжелики и детей, захвачены в плен, враги поворачивают обратно. Небольшие рудники и Голдсборо теперь вне опасности. Она остается с тремя маленькими детьми в разрушенном форте под угрозой голодной смерти. Отчаяние и надежда сменяют друг друга в её душе, как облака, плывущие по бесконечному небу. Одна перед лицом Бога и природы, она дает слово остаться в живых и спасти детей, чтобы победить и вернуться к любимому.
И спасение приходит от ирокезов, которые подбрасывают ей не только пищу, но и полумертвого после пыток отца д’Оржеваля. Оказывается, двумя годами раньше его спутник намеренно объявил д’Оржеваля погибшим. Анжелика выхаживает его и он, переживший плен, страх, и заново оценивший свою жизнь, из врага становится другом. Д’Оржеваль спасает Анжелику и детей. Если бы не его чутье, Анжелика бы никогда не узнала, что поблизости от форта бродит лось, который, убитый её рукой, послужит им всем пищей. Если бы не д’Оржеваль, её младшая дочь Глорианда, возможно, погибла бы от цинги. Их споры, их беседы в заброшенном зимнем убежище позволяют ей укрепиться в своих взглядах и лучше понять себя и окружающий мир. Но д’Оржеваль, понявший, что воззрения его были неверны, сам не желает или не может попытаться начать новую жизнь. Он гибнет от рук индейцев, когда спасательная экспедиция из Голдсборо приходит весной в Вапассу. Анжелика с детьми, к которым присоединяются Кантор с Онориной, собирается вернуться на побережье. Она ждет встречи с мужем, чтобы больше никогда не расставаться с ним. Теперь она уверена в окончательной победе.

## Экранизации
На основе романов были сняты фильмы:
1. Анжелика —  маркиза ангелов (1964)
2. Великолепная Анжелика (1965)
3. Анжелика и король (1966)
4. Неукротимая Анжелика (1967)
5. Анжелика и султан (1968)
6. Анжелика, маркиза ангелов (2013)

## Подражания
В 1994 году издательство "На Яузе" выпустило книгу «Анжелика в России», приписываемую А. и С. Голон (реальный автор Анн-Мари Нуво).